# 방글라데시 제헌의회
방글라데시 제헌의회(벵골어: বাংলাদেশ গণপরিষদ)는 서파키스탄으로 망명한 2명을 제외한 1970년 선거 국민의회 당선인과 동파키스탄 주의회 의원들이 결성한 방글라데시의 제헌국회다. 자티요 상샤드로 계승되었다.